# 柚原瑞香
柚原 瑞香（ゆずはら みずか、10月3日 - ）は、 日本の漫画家。東京都出身。血液型A型。

## 年表
- 小学4年生の時に友人に漫画の道具について教わり、初めて漫画を描く[3]。小学6年生の時に初投稿をする[1]。
- 2010年 - りぼん漫画スクール2010 5月号において準りぼん賞を受賞。デビュー作として『絵のなかの君』が『りぼんスペシャルレモン』2010年夏の大増刊号（集英社）に掲載された[1]。
- 2013年 - 『りぼん』（集英社）2014年1月号より『うそつき姫』連載開始[4]。
- 2014年 - 
  - 『りぼん』4月号にて『うそつき姫』連載終了。
  - 『りぼん』9月号より『なないろ革命』連載開始[5]。
- 2017年 - 『りぼん』9月号にて『なないろ革命』連載終了[6]。
- 2018年 - 『りぼん』5月号より『恋ばっかりの世界でわたしはキミと』連載開始[7]。
- 2019年 - 
  - 『りぼん』5月号にて『恋ばっかりの世界でわたしはキミと』連載終了[8]。
  - 4月27日と4月28日に池袋のサンシャインシティ文化会館ビルにて開催された「りぼん★みらいフェスタ2019」では、ゲストを迎えてのトークショーが実施され、柚原も28日に登壇[9]。
  - 『りぼん』12月号より『ふたりのポラリス』連載開始[10]。
- 2021年 - 『りぼん』7月号にて『ふたりのポラリス』連載終了[11]。
- 2024年 - 『りぼん』3月号より『となりはふつうのニジカ（ちゃん）』連載開始[12]。

## 作品リスト
全て集英社、りぼんマスコットコミックスから刊行されている。
- うそつき姫[13]（2014年5月15日発売[14]、『りぼん』2014年1月号[4] - 4月号、ISBN 978-4-08-867323-3、全1巻）
  - さよならぼっち
  - ガールミーツメリー★
- なないろ革命（2014年 - 2017年、全8巻）
- 恋ばっかりの世界でわたしはキミと[15]（『りぼん』2018年5月号[7] - 2019年5月号[8]、全3巻）
  1. 2018年8月24日発売[16][17]、ISBN 978-4-08-867514-5
  2. 2018年12月25日発売[18]、ISBN 978-4-08-867526-8
    - 番外編 恋ばっかりの世界でわたげはキミと（）

  3. 2019年5月24日発売[19]、ISBN 978-4-08-867549-7
    - 番外編 恋ばっかりの世界で花野はキミと（）
    - 番外編 恋ばっかりの世界でわたげはキミと（）
    - 番外編 恋ばっかりの世界で一果は山吹と（）
- ふたりのポラリス（2019年 - 2021年、全5巻）
- となりはふつうのニジカ（ちゃん）（『りぼん』2024年3月号[12] - 、既刊4巻）
  1. 2024年6月25日発売[20][21]、ISBN 978-4-08-867763-7
  2. 2024年10月24日発売[22]、ISBN 978-4-08-867776-7
  3. 2025年2月25日発売[23]、ISBN 978-4-08-867788-0
  4. 2025年6月25日発売[24]、ISBN 978-4-08-867805-4

### 単行本未収録作品
- 絵のなかの君[1]（『りぼんスペシャルレモン』2010年夏の大増刊号、デビュー作。）
- カラフルカメレオン（『りぼんスペシャルオレンジ』2010年夏の大増刊号）
- ミコイチ[25]（『りぼん』2012年3月号）
- まいごのこねこ[26]（『りぼん』2012年9月号）
- はつこいの魔法[27][28]（『りぼん』2013年7月号）
- あの子のすきなひと[29]（『りぼん』2023年2月号）
- 王子は姫になりたがる（『りぼんスペシャル』2023年春の大増刊号）

### その他
- 『鬼滅の刃』コラボ両面ポスター[30]（『りぼん』2020年6月号、時透無一郎イラスト担当）
- 『ONE PIECE』コラボヒロインポスター[31]（『りぼん』2021年3月号、たしぎイラスト担当）
- スカイピースミニアルバム「ピースピース」歌詞ページイラスト[32]（2021年3月3日発売、『りぼん』とのコラボ作品）
- 『ダメ恋? でも、好きになっちゃった。』イラスト[33]（2023年4月26日発売）